# Ana de Hesse
Ana de Hesse (26 de outubro de 1529 - 10 de julho de 1591) foi uma nobre alemã que se tornou condessa palatina de Zweibrücken.

## Biografia
Ana era filha do conde Filipe I de Hesse e da sua primeira esposa, a duquesa Cristina da Saxónia, por sua vez filha do duque Jorge da Saxônia.
Casou-se no dia 24 de fevereiro de 1544 com o conde palatino Wolfgang do Palatinado-Zweibrücken. Após a morte do seu marido, Ana, o seu irmão Guilherme e o eleitor palatino Luís VI foram guardiões dos seus filhos em conjunto. Guilherme foi também o executor do testamento de Wolfgang.
Por volta de 1590, Ana abriu o cemitério de Santa Ana em Heidelberg. Em 1596 foi construído um monumento em sua honra neste cemitério. Quando o cemitério fechou em 1845, o monumento foi levado para o cemitério de Bergfriedhof.
Ana morreu em 1591 e foi enterrada na Igreja Luterana do Castelo de Meisenheim.

## Descendência
1. Cristina de Zweibrücken (28 de fevereiro de 1546 – 22 de março de 1619), morreu solteira e sem descendência.
2. Filipe Luís do Palatinado-Neuburgo (3 de outubro de 1547 – 22 de agosto de 1614), conde palatino de Neuburg; casado com a duquesa Ana de Cleves; com descendência.
3. João I de Zweibrücken (8 de maio de 1550 – 12 de agosto de 1604), conde palatino de Zweibrücken; casado com a duquesa Madalena de Jülich-Cleves-Berg; com descendência.
4. Doroteia Inês de Zweibrücken (1551–1552), morreu ainda bebé.
5. Isabel de Zweibrücken (31 de março de 1553 – 21 de abril de 1554), morreu ainda bebé.
6. Anna de Zweibrücken (2 de junho de 1554 – 13 de novembro de 1576), morreu aos vinte-e-dois anos; sem descendência.
7. Isabel de Zweibrücken (1555–1625)
8. Otão Henrique do Palatinado-Sulzbach (22 de julho de 1556 – 29 de agosto de 1604), conde palatino de Sulzbach; casado com a duquesa Doroteia Maria de Württemberg; com descendência.
9. Frederico de Zweibrücken-Vohenstrauss-Parkstein (11 de abril de 1557 – 17 de dezembro de 1597), conde palatino de Zweibrücken-Vohenstrauss-Parkstein; casado com a duquesa Catarina Sofia de Legnica; com descendência.
10. Bárbara de Zweibrücken (27 de julho de 1559 – 5 de março de 1618); casada com o conde Godofredo de Oettingen-Oettingen; com descendência.
11. Carlos I do Palatinado-Zweibrücken-Birkenfeld (4 de setembro de 1560 – 16 de dezembro de 1600), conde palatino de Zweibrücken-Birkenfeld; casado com a duquesa Doroteia de Brunsvique-Luneburgo; com descendência.
12. Maria Isabel de Zweibrücken (4 de outubro de 1561 – 10 de março de 1629), casada com o conde Emílio XII de Leiningen-Dagsburg-Hardenburg; com descendência.
13. Susana de Zweibrücken (13 de novembro de 1564 – 23 de junho de 1565)

## Genealogia
| Ana de Hesse | Pai: Filipe I de Hesse   | Avô paterno: Guilherme II de Hesse       | Bisavô paterno: Luís II do Baixo Hesse         |
| Ana de Hesse | Pai: Filipe I de Hesse   | Avô paterno: Guilherme II de Hesse       | Bisavó paterna: Matilde de Württemberg-Urach   |
| Ana de Hesse | Pai: Filipe I de Hesse   | Avó paterna: Ana de Mecklenburg-Schwerin | Bisavô paterno: Magnus II de Mecklemburgo      |
| Ana de Hesse | Pai: Filipe I de Hesse   | Avó paterna: Ana de Mecklenburg-Schwerin | Bisavó paterna: Sofia da Pomerania-Stettin     |
| Ana de Hesse | Mãe: Cristina da Saxónia | Avô materno: Jorge da Saxônia            | Bisavô materno: Alberto III, Duque da Saxónia  |
| Ana de Hesse | Mãe: Cristina da Saxónia | Avô materno: Jorge da Saxônia            | Bisavó materna: Sidónia da Boémia              |
| Ana de Hesse | Mãe: Cristina da Saxónia | Avó materna: Bárbara da Polónia          | Bisavô materno: Casimiro IV Jagelão da Polônia |
| Ana de Hesse | Mãe: Cristina da Saxónia | Avó materna: Bárbara da Polónia          | Bisavó materna: Isabel da Áustria              |